# Huutoniemi (district de Vaasa)
Le district de Huutoniemi  (finnois : Huutoniemen suuralue) est l'un des douze districts de Vaasa en Finlande.

## Description
En 2017, le district de Huutoniemi compte 8 764 habitants (31 décembre 2017).
Il regroupe les quartiers suivants :
- Asevelikylä
- Purola
- Huutoniemi
- Teeriniemi
- Melaniemi
- Kiilapalsta